# Australie-Nouvelle-Zélande en rugby à XV
Cet article retrace les confrontations entre l'équipe d'Australie et l'équipe de Nouvelle-Zélande en rugby à XV. Les deux équipes se sont affrontées à 178 reprises dont quatre fois en Coupe du monde. Les Australiens ont remporté 45 rencontres contre 125 pour les Néo-Zélandais et 8 matches nuls.

## Historique
Rivalité historique du rugby à XV, l'opposition Australie-Nouvelle-Zélande a donné lieu à de nombreuses confrontations historiques, notamment en Coupe du monde. L'Australie est aussi de manière notable l'équipe à avoir infligé ses plus grosses défaites à la Nouvelle-Zélande, arrivant à une marge de 21 points le 28 août 1999, puis, avec un encore plus grand nombre de points marqués, le 10 août 2019.
Ce dernier match fait figure d'exploit pour l'Australie, face à une équipe des All Blacks qui domine le rugby mondial, accomplie notamment grâce à une stratégie d'utilisation du numéro neuf qui attire les défenseurs autour des rucks en portant le ballon, avec Nic White puis Will Genia.

## Les confrontations
Les deux sélections s'affrontent à 176 reprises dont quatre fois en Coupe du monde. Les Australiens ont remporté 45 rencontres contre 123 pour les Néo-Zélandais et 8 matches nuls. Toutefois, durant la période de 1914 à 1929, 24 matchs sont disputés par l'équipe d'Australie et une équipe néo-zélandaise. La fédération australienne considère ces 24 rencontres comme des tests et accordent ainsi une cape pour les joueurs ayant disputés ces rencontres, au contraire de la fédération néo-zélandaise. Sur ces 24 rencontres, six sont remportées par l'Australie et dix-huit par la sélection néo-zélandaise. En comptant ces rencontres, le bilan est de 201 rencontres, 51 victoires en faveur de l'Australie, 142 en faveur des équipes néo-zélandaises et 8 nuls.
Voici la liste des confrontations entre ces deux équipes :
| No  | Date               | Lieu                                           | Match                        | Score   | Compétition                  |
| --- | ------------------ | ---------------------------------------------- | ---------------------------- | ------- | ---------------------------- |
| 1   | 15 août 1903       | Sydney Australie                               | Australie – Nouvelle-Zélande | 3 – 22  | test match                   |
| 2   | 2 septembre 1905   | Dunedin Nouvelle-Zélande                       | Nouvelle-Zélande – Australie | 14 – 3  | test match                   |
| 3   | 20 juillet 1907    | Sydney Australie                               | Australie – Nouvelle-Zélande | 6 – 26  | test match                   |
| 4   | 3 août 1907        | Brisbane Australie                             | Australie – Nouvelle-Zélande | 5 – 14  | test match                   |
| 5   | 10 août 1907       | Sydney Australie                               | Australie – Nouvelle-Zélande | 5 – 5   | test match                   |
| 6   | 25 juin 1910       | Sydney Australie                               | Australie – Nouvelle-Zélande | 0 – 6   | test match                   |
| 7   | 27 juin 1910       | Sydney Australie                               | Australie – Nouvelle-Zélande | 11 – 0  | test match                   |
| 8   | 2 juillet 1910     | Sydney Australie                               | Australie – Nouvelle-Zélande | 13 – 28 | test match                   |
| 9   | 6 septembre 1913   | Wellington Nouvelle-Zélande                    | Nouvelle-Zélande – Australie | 30 – 5  | test match                   |
| 10  | 13 septembre 1913  | Dunedin Nouvelle-Zélande                       | Nouvelle-Zélande – Australie | 25 – 13 | test match                   |
| 11  | 20 septembre 1913  | Christchurch Nouvelle-Zélande                  | Nouvelle-Zélande – Australie | 5 – 16  | test match                   |
| 12  | 18 juillet 1914    | Sydney Australie                               | Australie – Nouvelle-Zélande | 0 – 5   | test match                   |
| 13  | 1er août 1914      | Brisbane Australie                             | Australie – Nouvelle-Zélande | 0 – 17  | test match                   |
| 14  | 15 août 1914       | Sydney Australie                               | Australie – Nouvelle-Zélande | 7 – 22  | test match                   |
| 15  | 6 juillet 1929     | Sydney Australie                               | Australie – Nouvelle-Zélande | 9 – 8   | test match                   |
| 16  | 20 juillet 1929    | Brisbane Australie                             | Australie – Nouvelle-Zélande | 17 – 9  | test match                   |
| 17  | 27 juillet 1929    | Sydney Australie                               | Australie – Nouvelle-Zélande | 15 – 13 | test match                   |
| 18  | 12 septembre 1931  | Auckland Nouvelle-Zélande                      | Nouvelle-Zélande – Australie | 20 – 13 | test match                   |
| 19  | 2 juillet 1932     | Sydney Australie                               | Australie – Nouvelle-Zélande | 22 – 17 | Bledisloe Cup                |
| 20  | 16 juillet 1932    | Brisbane Australie                             | Australie – Nouvelle-Zélande | 3 – 21  | Bledisloe Cup                |
| 21  | 23 juillet 1932    | Sydney Australie                               | Australie – Nouvelle-Zélande | 13 – 21 | Bledisloe Cup                |
| 22  | 11 août 1934       | Sydney Australie                               | Australie – Nouvelle-Zélande | 25 – 11 | Bledisloe Cup                |
| 23  | 25 août 1934       | Sydney Australie                               | Australie – Nouvelle-Zélande | 3 – 3   | Bledisloe Cup                |
| 24  | 5 septembre 1936   | Wellington Nouvelle-Zélande                    | Nouvelle-Zélande – Australie | 11 – 6  | Bledisloe Cup                |
| 25  | 12 septembre 1936  | Dunedin Nouvelle-Zélande                       | Nouvelle-Zélande – Australie | 38 – 13 | Bledisloe Cup                |
| 26  | 23 juillet 1938    | Sydney Australie                               | Australie – Nouvelle-Zélande | 9 – 24  | Bledisloe Cup                |
| 27  | 6 août 1938        | Brisbane Australie                             | Australie – Nouvelle-Zélande | 14 – 20 | Bledisloe Cup                |
| 28  | 13 août 1938       | Sydney Australie                               | Australie – Nouvelle-Zélande | 6 – 14  | Bledisloe Cup                |
| 29  | 14 septembre 1946  | Dunedin Nouvelle-Zélande                       | Nouvelle-Zélande – Australie | 31 – 8  | Bledisloe Cup                |
| 30  | 28 septembre 1946  | Auckland Nouvelle-Zélande                      | Nouvelle-Zélande – Australie | 14 – 10 | Bledisloe Cup                |
| 31  | 14 juin 1947       | Brisbane Australie                             | Australie – Nouvelle-Zélande | 5 – 13  | Bledisloe Cup                |
| 32  | 28 juin 1947       | Sydney Australie                               | Australie – Nouvelle-Zélande | 14 – 27 | Bledisloe Cup                |
| 33  | 3 septembre 1949   | Wellington Nouvelle-Zélande                    | Nouvelle-Zélande – Australie | 6 – 11  | Bledisloe Cup                |
| 34  | 24 septembre 1949  | Auckland Nouvelle-Zélande                      | Nouvelle-Zélande – Australie | 9 – 16  | Bledisloe Cup                |
| 35  | 23 juin 1951       | Sydney Australie                               | Australie – Nouvelle-Zélande | 0 – 8   | Bledisloe Cup                |
| 36  | 7 juillet 1951     | Sydney Australie                               | Australie – Nouvelle-Zélande | 11 – 17 | Bledisloe Cup                |
| 37  | 21 juillet 1951    | Brisbane Australie                             | Australie – Nouvelle-Zélande | 6 – 16  | Bledisloe Cup                |
| 38  | 6 septembre 1952   | Christchurch Nouvelle-Zélande                  | Nouvelle-Zélande – Australie | 9 – 14  | Bledisloe Cup                |
| 39  | 13 septembre 1952  | Wellington Nouvelle-Zélande                    | Nouvelle-Zélande – Australie | 15 – 8  | Bledisloe Cup                |
| 40  | 20 août 1955       | Wellington Nouvelle-Zélande                    | Nouvelle-Zélande – Australie | 16 – 8  | Bledisloe Cup                |
| 41  | 3 septembre 1955   | Dunedin Nouvelle-Zélande                       | Nouvelle-Zélande – Australie | 8 – 0   | Bledisloe Cup                |
| 42  | 6 septembre 1955   | Auckland Nouvelle-Zélande                      | Nouvelle-Zélande – Australie | 3 – 8   | Bledisloe Cup                |
| 43  | 25 mai 1957        | Sydney Australie                               | Australie – Nouvelle-Zélande | 11 – 25 | Bledisloe Cup                |
| 44  | 9 juin 1957        | Brisbane Australie                             | Australie – Nouvelle-Zélande | 9 – 22  | Bledisloe Cup                |
| 45  | 23 août 1958       | Wellington Nouvelle-Zélande                    | Nouvelle-Zélande – Australie | 25 – 3  |                              |
| 46  | 6 septembre 1958   | Christchurch Nouvelle-Zélande                  | Nouvelle-Zélande – Australie | 3 – 6   | Bledisloe Cup                |
| 47  | 20 septembre 1958  | Auckland Nouvelle-Zélande                      | Nouvelle-Zélande – Australie | 17 – 8  | Bledisloe Cup                |
| 48  | 26 mai 1962        | Brisbane Australie                             | Australie – Nouvelle-Zélande | 6 – 20  | Bledisloe Cup                |
| 49  | 4 juin 1962        | Sydney Australie                               | Australie – Nouvelle-Zélande | 5 – 14  | Bledisloe Cup                |
| 50  | 25 août 1962       | Wellington Nouvelle-Zélande                    | Nouvelle-Zélande – Australie | 9 – 9   | Bledisloe Cup                |
| 51  | 8 septembre 1962   | Dunedin Nouvelle-Zélande                       | Nouvelle-Zélande – Australie | 3 – 0   | Bledisloe Cup                |
| 52  | 22 septembre 1962  | Auckland Nouvelle-Zélande                      | Nouvelle-Zélande – Australie | 16 – 8  | Bledisloe Cup                |
| 53  | 15 août 1964       | Dunedin Nouvelle-Zélande                       | Nouvelle-Zélande – Australie | 14 – 9  | Bledisloe Cup                |
| 54  | 22 août 1964       | Christchurch Nouvelle-Zélande                  | Nouvelle-Zélande – Australie | 18 – 3  | Bledisloe Cup                |
| 55  | 29 août 1964       | Wellington Nouvelle-Zélande                    | Nouvelle-Zélande – Australie | 5 – 20  | Bledisloe Cup                |
| 56  | 19 août 1967       | Wellington Nouvelle-Zélande                    | Nouvelle-Zélande – Australie | 29 – 9  | Bledisloe Cup                |
| 57  | 15 juin 1968       | Sydney Australie                               | Australie – Nouvelle-Zélande | 11 – 27 | Bledisloe Cup                |
| 58  | 22 juin 1968       | Brisbane Australie                             | Australie – Nouvelle-Zélande | 18 – 19 | Bledisloe Cup                |
| 59  | 19 août 1972       | Wellington Nouvelle-Zélande                    | Nouvelle-Zélande – Australie | 29 – 6  | Bledisloe Cup                |
| 60  | 2 septembre 1972   | Christchurch Nouvelle-Zélande                  | Nouvelle-Zélande – Australie | 30 – 17 | Bledisloe Cup                |
| 61  | 16 septembre 1972  | Auckland Nouvelle-Zélande                      | Nouvelle-Zélande – Australie | 38 – 3  | Bledisloe Cup                |
| 62  | 25 mai 1974        | Sydney Australie                               | Australie – Nouvelle-Zélande | 6 – 11  | Bledisloe Cup                |
| 63  | 1er juin 1974      | Brisbane Australie                             | Australie – Nouvelle-Zélande | 16 – 16 | Bledisloe Cup                |
| 64  | 8 juin 1974        | Sydney Australie                               | Australie – Nouvelle-Zélande | 6 – 16  | Bledisloe Cup                |
| 65  | 19 août 1978       | Christchurch Nouvelle-Zélande                  | Nouvelle-Zélande – Australie | 13 – 12 | Bledisloe Cup                |
| 66  | 26 août 1978       | Christchurch Nouvelle-Zélande                  | Nouvelle-Zélande – Australie | 22 – 6  | Bledisloe Cup                |
| 67  | 9 septembre 1978   | Auckland Nouvelle-Zélande                      | Nouvelle-Zélande – Australie | 16 – 30 | Bledisloe Cup                |
| 68  | 28 juillet 1979    | Sydney Australie                               | Australie – Nouvelle-Zélande | 12 – 6  | Bledisloe Cup                |
| 69  | 21 juin 1980       | Sydney Australie                               | Australie – Nouvelle-Zélande | 13 – 9  | Bledisloe Cup                |
| 70  | 28 juin 1980       | Brisbane Australie                             | Australie – Nouvelle-Zélande | 9 – 12  | Bledisloe Cup                |
| 71  | 12 juillet 1980    | Sydney Australie                               | Australie – Nouvelle-Zélande | 26 – 10 | Bledisloe Cup                |
| 72  | 14 août 1982       | Christchurch Nouvelle-Zélande                  | Nouvelle-Zélande – Australie | 23 – 16 | Bledisloe Cup                |
| 73  | 28 août 1982       | Wellington Nouvelle-Zélande                    | Nouvelle-Zélande – Australie | 16 – 19 | Bledisloe Cup                |
| 74  | 11 septembre 1982  | Auckland Nouvelle-Zélande                      | Nouvelle-Zélande – Australie | 33 – 18 | Bledisloe Cup                |
| 75  | 20 août 1983       | Sydney Australie                               | Australie – Nouvelle-Zélande | 8 – 18  | Bledisloe Cup                |
| 76  | 21 juillet 1984    | Sydney Australie                               | Australie – Nouvelle-Zélande | 16 – 9  | Bledisloe Cup                |
| 77  | 4 août 1984        | Brisbane Australie                             | Australie – Nouvelle-Zélande | 15 – 19 | Bledisloe Cup                |
| 78  | 18 août 1984       | Sydney Australie                               | Australie – Nouvelle-Zélande | 24 – 25 | Bledisloe Cup                |
| 79  | 29 juin 1985       | Auckland Nouvelle-Zélande                      | Nouvelle-Zélande – Australie | 10 – 9  | Bledisloe Cup                |
| 80  | 9 août 1986        | Wellington Nouvelle-Zélande                    | Nouvelle-Zélande – Australie | 12 – 13 | Bledisloe Cup                |
| 81  | 23 septembre 1986  | Dunedin Nouvelle-Zélande                       | Nouvelle-Zélande – Australie | 13 – 12 | Bledisloe Cup                |
| 82  | 6 septembre 1986   | Auckland Nouvelle-Zélande                      | Nouvelle-Zélande – Australie | 9 – 22  | Bledisloe Cup                |
| 83  | 25 juillet 1987    | Sydney Australie                               | Australie – Nouvelle-Zélande | 16 – 30 | Bledisloe Cup                |
| 84  | 3 juillet 1988     | Sydney Australie                               | Australie – Nouvelle-Zélande | 7 – 32  | Bledisloe Cup                |
| 85  | 16 juillet 1988    | Sydney Australie                               | Australie – Nouvelle-Zélande | 19 – 19 | Bledisloe Cup                |
| 86  | 30 juillet 1988    | Sydney Australie                               | Australie – Nouvelle-Zélande | 9 – 30  | Bledisloe Cup                |
| 87  | 5 août 1989        | Auckland Nouvelle-Zélande                      | Nouvelle-Zélande – Australie | 24 – 12 | Bledisloe Cup                |
| 88  | 21 juillet 1990    | Christchurch Nouvelle-Zélande                  | Nouvelle-Zélande – Australie | 21 – 6  | Bledisloe Cup                |
| 89  | 4 août 1990        | Auckland Nouvelle-Zélande                      | Nouvelle-Zélande – Australie | 27 – 17 | Bledisloe Cup                |
| 90  | 18 août 1990       | Wellington Nouvelle-Zélande                    | Nouvelle-Zélande – Australie | 9 – 21  | Bledisloe Cup                |
| 91  | 10 août 1991       | Sydney Australie                               | Australie – Nouvelle-Zélande | 21 – 12 | Bledisloe Cup                |
| 92  | 24 août 1991       | Auckland Nouvelle-Zélande                      | Nouvelle-Zélande – Australie | 6 – 3   | Bledisloe Cup                |
| 93  | 27 octobre 1991    | Dublin Irlande                                 | Australie – Nouvelle-Zélande | 16 – 6  | Coupe du monde (demi-finale) |
| 94  | 4 juillet 1992     | Sydney Australie                               | Australie – Nouvelle-Zélande | 26 – 23 | Bledisloe Cup                |
| 95  | 19 juillet 1992    | Brisbane Australie                             | Australie – Nouvelle-Zélande | 16 – 15 | Bledisloe Cup                |
| 96  | 25 juillet 1992    | Sydney Australie                               | Australie – Nouvelle-Zélande | 23 – 26 | Bledisloe Cup                |
| 97  | 17 juillet 1993    | Dunedin Nouvelle-Zélande                       | Nouvelle-Zélande – Australie | 25 – 10 | Bledisloe Cup                |
| 98  | 17 août 1994       | Sydney Australie                               | Australie – Nouvelle-Zélande | 20 – 16 | Bledisloe Cup                |
| 99  | 22 juillet 1995    | Auckland Nouvelle-Zélande                      | Nouvelle-Zélande – Australie | 28 – 16 | Bledisloe Cup                |
| 100 | 29 juillet 1995    | Sydney Australie                               | Australie – Nouvelle-Zélande | 23 – 34 | Bledisloe Cup                |
| 101 | 6 juillet 1996     | Wellington Nouvelle-Zélande                    | Nouvelle-Zélande – Australie | 43 – 6  | Tri-nations                  |
| 102 | 27 juillet 1996    | Brisbane Australie                             | Australie – Nouvelle-Zélande | 25 – 32 | Tri-nations                  |
| 103 | 5 juillet 1997     | Christchurch Nouvelle-Zélande                  | Nouvelle-Zélande – Australie | 30 – 13 | Bledisloe Cup                |
| 104 | 26 juillet 1997    | Melbourne Australie                            | Australie – Nouvelle-Zélande | 18 – 33 | Tri-nations                  |
| 105 | 16 août 1997       | Dunedin Nouvelle-Zélande                       | Nouvelle-Zélande – Australie | 36 – 24 | Tri-nations                  |
| 106 | 11 juillet 1998    | Sydney Australie                               | Australie – Nouvelle-Zélande | 24 – 16 | Tri-nations                  |
| 107 | 1er août 1998      | Christchurch Nouvelle-Zélande                  | Nouvelle-Zélande – Australie | 23 – 27 | Tri-nations                  |
| 108 | 29 août 1998       | Sydney Australie                               | Australie – Nouvelle-Zélande | 19 – 14 | Bledisloe Cup                |
| 109 | 24 juillet 1999    | Auckland Nouvelle-Zélande                      | Nouvelle-Zélande – Australie | 34 – 15 | Tri-nations                  |
| 110 | 28 août 1999       | Sydney Australie                               | Australie – Nouvelle-Zélande | 28 – 7  | Tri-nations                  |
| 111 | 15 juillet 2000    | Sydney Australie                               | Australie – Nouvelle-Zélande | 35 – 39 | Tri-nations                  |
| 112 | 5 août 2000        | Wellington Nouvelle-Zélande                    | Nouvelle-Zélande – Australie | 23 – 24 | Tri-nations                  |
| 113 | 11 août 2001       | Dunedin Nouvelle-Zélande                       | Nouvelle-Zélande – Australie | 15 – 23 | Tri-nations                  |
| 114 | 1er septembre 2001 | Sydney Australie                               | Australie – Nouvelle-Zélande | 29 – 26 | Tri-nations                  |
| 115 | 13 juillet 2002    | Christchurch Nouvelle-Zélande                  | Nouvelle-Zélande – Australie | 12 – 6  | Tri-nations                  |
| 116 | 3 août 2002        | Sydney Australie                               | Australie – Nouvelle-Zélande | 16 – 14 | Tri-nations                  |
| 117 | 26 juillet 2003    | Sydney Australie                               | Australie – Nouvelle-Zélande | 21 – 50 | Tri-nations 2003             |
| 118 | 16 août 2003       | Auckland Nouvelle-Zélande                      | Nouvelle-Zélande – Australie | 21 – 17 | Tri-nations 2003             |
| 119 | 15 novembre 2003   | Sydney Australie                               | Australie – Nouvelle-Zélande | 22 – 10 | Coupe du monde (demi-finale) |
| 120 | 17 juillet 2004    | Wellington Nouvelle-Zélande                    | Nouvelle-Zélande – Australie | 16 – 7  | Tri-nations 2004             |
| 121 | 7 août 2004        | Sydney Australie                               | Australie – Nouvelle-Zélande | 23 – 18 | Tri-nations 2004             |
| 122 | 13 août 2005       | Sydney Australie                               | Australie – Nouvelle-Zélande | 13 – 30 | Tri-nations 2005             |
| 123 | 3 septembre 2005   | Auckland Nouvelle-Zélande                      | Nouvelle-Zélande – Australie | 34 – 24 | Tri-nations 2005             |
| 124 | 8 juillet 2006     | Christchurch Nouvelle-Zélande                  | Nouvelle-Zélande – Australie | 32 – 12 | Tri-nations 2006             |
| 125 | 29 juillet 2006    | Brisbane Australie                             | Australie – Nouvelle-Zélande | 9 – 13  | Tri-nations 2006             |
| 126 | 19 août 2006       | Auckland Nouvelle-Zélande                      | Nouvelle-Zélande – Australie | 34 – 27 | Tri-nations 2006             |
| 127 | 30 juin 2007       | Melbourne Australie                            | Australie – Nouvelle-Zélande | 20 – 15 | Tri-nations 2007             |
| 128 | 21 juillet 2007    | Auckland Nouvelle-Zélande                      | Nouvelle-Zélande – Australie | 26 – 12 | Tri-nations 2007             |
| 129 | 26 juillet 2008    | Sydney Australie                               | Australie – Nouvelle-Zélande | 34 – 19 | Tri-nations 2008             |
| 130 | 2 août 2008        | Auckland Nouvelle-Zélande                      | Nouvelle-Zélande – Australie | 39 – 10 | Tri-nations 2008             |
| 131 | 13 septembre 2008  | Brisbane Australie                             | Australie – Nouvelle-Zélande | 24 – 28 | Tri-nations 2008             |
| 132 | 1er novembre 2008  | Hong Kong Chine                                | Australie – Nouvelle-Zélande | 14 – 19 | Bledisloe Cup                |
| 133 | 18 juillet 2009    | Auckland Nouvelle-Zélande                      | Nouvelle-Zélande – Australie | 22 – 16 | Tri-nations 2009             |
| 134 | 22 août 2009       | Sydney Australie                               | Australie – Nouvelle-Zélande | 18 – 19 | Tri-nations 2009             |
| 135 | 19 septembre 2009  | Wellington Nouvelle-Zélande                    | Nouvelle-Zélande – Australie | 33 – 6  | Tri-nations 2009             |
| 136 | 31 octobre 2009    | Tokyo Japon                                    | Australie – Nouvelle-Zélande | 19 – 32 | Bledisloe Cup                |
| 137 | 31 juillet 2010    | Melbourne Australie                            | Australie – Nouvelle-Zélande | 28 – 49 | Tri-nations 2010             |
| 138 | 7 août 2010        | Christchurch Nouvelle-Zélande                  | Nouvelle-Zélande – Australie | 20 – 10 | Tri-nations 2010             |
| 139 | 11 septembre 2010  | Sydney Australie                               | Australie – Nouvelle-Zélande | 22 – 23 | Tri-nations 2010             |
| 140 | 30 octobre 2010    | Hong Kong Chine                                | Australie – Nouvelle-Zélande | 26 – 24 | Bledisloe Cup                |
| 141 | 6 août 2011        | Eden Park, Auckland Nouvelle-Zélande           | Nouvelle-Zélande – Australie | 30 – 14 | Tri-nations 2011             |
| 142 | 27 août 2011       | Lang Park, Brisbane Australie                  | Australie – Nouvelle-Zélande | 25 – 20 | Tri-nations 2011             |
| 143 | 16 octobre 2011    | Eden Park, Auckland Nouvelle-Zélande           | Nouvelle-Zélande – Australie | 20 – 6  | Coupe du monde (demi-finale) |
| 144 | 18 août 2012       | ANZ Stadium, Sydney Australie                  | Australie – Nouvelle-Zélande | 19 – 27 | The Rugby Championship 2012  |
| 145 | 25 août 2012       | Eden Park, Auckland Nouvelle-Zélande           | Nouvelle-Zélande – Australie | 22 – 0  | The Rugby Championship 2012  |
| 146 | 20 octobre 2012    | Lang Park, Brisbane Australie                  | Australie – Nouvelle-Zélande | 18 – 18 | Bledisloe Cup                |
| 147 | 17 août 2013       | ANZ Stadium, Sydney Australie                  | Australie – Nouvelle-Zélande | 29 – 47 | The Rugby Championship 2013  |
| 148 | 24 août 2013       | Westpac Stadium, Wellington Nouvelle-Zélande   | Nouvelle-Zélande – Australie | 27 – 16 | The Rugby Championship 2013  |
| 149 | 19 octobre 2013    | Forsyth Barr Stadium, Dunedin Nouvelle-Zélande | Nouvelle-Zélande – Australie | 41 – 33 | Bledisloe Cup                |
| 150 | 16 août 2014       | ANZ Stadium, Sydney Australie                  | Australie – Nouvelle-Zélande | 12 – 12 | The Rugby Championship 2014  |
| 151 | 23 août 2014       | Eden Park, Auckland Nouvelle-Zélande           | Nouvelle-Zélande – Australie | 51 – 20 | The Rugby Championship 2014  |
| 152 | 18 octobre 2014    | Lang Park, Brisbane Australie                  | Australie – Nouvelle-Zélande | 28 – 29 | Bledisloe Cup                |
| 153 | 8 août 2015        | ANZ Stadium, Sydney Australie                  | Australie – Nouvelle-Zélande | 27 – 19 | The Rugby Championship 2015  |
| 154 | 15 août 2015       | Eden Park, Auckland Nouvelle-Zélande           | Nouvelle-Zélande – Australie | 41 – 13 | Bledisloe Cup                |
| 155 | 31 octobre 2015    | Twickenham, Londres Angleterre                 | Nouvelle-Zélande – Australie | 34 – 17 | Coupe du monde (Finale)      |
| 156 | 20 août 2016       | ANZ Stadium, Sydney Australie                  | Australie – Nouvelle-Zélande | 8 – 42  | The Rugby Championship 2016  |
| 157 | 27 août 2016       | Westpac Stadium, Wellington Nouvelle-Zélande   | Nouvelle-Zélande – Australie | 29 – 9  | The Rugby Championship 2016  |
| 158 | 22 octobre 2016    | Eden Park, Auckland Nouvelle-Zélande           | Nouvelle-Zélande – Australie | 37 – 10 | Bledisloe Cup                |
| 159 | 19 août 2017       | ANZ Stadium, Sydney Australie                  | Australie – Nouvelle-Zélande | 34 – 54 | The Rugby Championship 2017  |
| 160 | 26 août 2017       | Otago Stadium, Dunedin Nouvelle-Zélande        | Nouvelle-Zélande – Australie | 35 – 29 | The Rugby Championship 2017  |
| 161 | 21 octobre 2017    | Suncorp Stadium, Brisbane Australie            | Australie – Nouvelle-Zélande | 23 – 18 | Bledisloe Cup                |
| 162 | 18 août 2018       | ANZ Stadium, Sydney Australie                  | Australie – Nouvelle-Zélande | 13 – 38 | The Rugby Championship 2018  |
| 163 | 25 août 2018       | Eden Park, Auckland Nouvelle-Zélande           | Nouvelle-Zélande – Australie | 40 – 12 | The Rugby Championship 2018  |
| 164 | 27 octobre 2018    | Yokohama Japon                                 | Nouvelle-Zélande – Australie | 37 – 20 | Bledisloe Cup                |
| 165 | 10 août 2019       | Perth Stadium, Perth Australie                 | Australie – Nouvelle-Zélande | 47 – 26 | The Rugby Championship 2019  |
| 166 | 17 août 2019       | Eden Park, Auckland Nouvelle-Zélande           | Nouvelle-Zélande – Australie | 36 – 0  | Bledisloe Cup                |
| 167 | 11 octobre 2020    | Wetpac Stadium, Wellington Nouvelle-Zélande    | Nouvelle-Zélande – Australie | 16 – 16 | Bledisloe Cup                |
| 168 | 18 octobre 2020    | Eden Park, Auckland Nouvelle-Zélande           | Nouvelle-Zélande – Australie | 27 – 7  | Bledisloe Cup                |
| 169 | 31 octobre 2020    | ANZ Stadium, Sydney Australie                  | Australie – Nouvelle-Zélande | 5 – 43  | Tri-nations 2020             |
| 170 | 7 novembre 2020    | Suncorp Stadium, Brisbane Australie            | Australie – Nouvelle-Zélande | 24 – 22 | Tri-nations 2020             |
| 171 | 7 août 2021        | Eden Park, Auckland Nouvelle-Zélande           | Nouvelle-Zélande – Australie | 33 – 25 | Bledisloe Cup                |
| 172 | 14 août 2021       | Eden Park, Auckland Nouvelle-Zélande           | Nouvelle-Zélande – Australie | 57 – 22 | The Rugby Championship 2021  |
| 173 | 5 septembre 2021   | Perth Stadium, Perth Australie                 | Australie – Nouvelle-Zélande | 21 – 38 | The Rugby Championship 2021  |
| 174 | 15 septembre 2022  | Etihad Stadium, Melbourne Australie            | Australie – Nouvelle-Zélande | 37 – 39 | The Rugby Championship 2022  |
| 175 | 24 septembre 2022  | Eden Park, Auckland Nouvelle-Zélande           | Nouvelle-Zélande – Australie | 40 – 14 | The Rugby Championship 2022  |
| 176 | 29 juillet 2023    | Melbourne Cricket Ground, Melbourne Australie  | Australie – Nouvelle-Zélande | 7 – 38  | The Rugby Championship 2023  |
| 177 | 5 aout 2023        | Forsyth Barr Stadium, Dunedin Nouvelle-Zélande | Nouvelle-Zélande – Australie | 23 – 20 | Bledisloe Cup                |
| 178 | 21 septembre 2024  | Accor Stadium, Sydney Australie                | Australie – Nouvelle-Zélande | 28 – 31 | The Rugby Championship 2024  |

## Résumés de confrontation

### Australie - Nouvelle-Zélande du 29 juillet 2006
| Équipes          | Australie - Nouvelle-Zélande                                                    |
| Score            | 9-13 (mi-temps: 6-10)                                                           |
| Date             | 29 juillet 2006                                                                 |
| Stade            | Suncorp Stadium de Brisbane Australie                                           |
| Arbitre          | Alain Rolland Irlande                                                           |
| Points marqués   |                                                                                 |
| Australie        | 3 pénalités par Stirling Mortlock                                               |
| Nouvelle-Zélande | 1 essai par Joe Rokocoko, 1 transformation, 1 drop et 1 pénalité par Dan Carter |

La Nouvelle-Zélande remporte le match grâce à son essai marqué en première mi-temps. Avec cette deuxième victoire contre l'Australie, la Nouvelle-Zélande remporte la Bledisloe Cup en 2006.

### Nouvelle-Zélande - Australie du 19 août 2006
| Équipes          | Nouvelle-Zélande - Australie                                                                            |
| Score            | 34-27 (11-20)                                                                                           |
| Date             | 19 août 2006                                                                                            |
| Stade            | Eden Park à Auckland Nouvelle-Zélande                                                                   |
| Arbitre          | Chris White                                                                                             |
| Points marqués   | |
| Nouvelle-Zélande | 3 essais par Jason Eaton, Chris Jack et Luke McAlister, 2 transformations et 5 pénalités par Dan Carter |
| Australie        | 3 essais par Lote Tuqiri (2) et Rocky Elsom (1), 3 transformations et 2 pénalités par Stirling Mortlock |

Cette victoire permet aux All Blacks de remporter le Tri-nations 2006.

### Australie - Nouvelle-Zélande du 30 juin 2007
| Équipes          | Australie - Nouvelle-Zélande |
| Score            | 20-15 (6-15) |
| Date             | 30 juin 2007 |
| Stade            | Melbourne Cricket Ground |
| Arbitre          | Marius Jonker ( Afrique du Sud) |
| Points marqués   | |
| Australie        | 2 essais de Adam Ashley-Cooper (63e) et Scott Staniforth (72e), 2 transformations de Matt Giteau (64e, 73e), 2 pénalités de Stirling Mortlock (14e, 20e) |
| Nouvelle-Zélande | 2 essais de Tony Woodcock (4e) et Rico Gear (26e), 1 transformation de Dan Carter (16e), 1 pénalité de Dan Carter (16e)                                  |

Les All-Blacks dominent jusqu'à l'expulsion temporaire de Hayman (62e), les Wallabies marquent ensuite deux essais et remportent ainsi leur première victoire dans le Tri-nations 2007.

### Nouvelle-Zélande - Australie du 21 juillet 2007
| Équipes          | Nouvelle-Zélande - Australie                                                                 |
| Score            | 26-12 (12-9)                                                                                 |
| Date             | 21 juillet 2007                                                                              |
| Stade            | Eden Park à Auckland (Nouvelle-Zélande)                                                      |
| Arbitre          |                                                                                              |
| Points marqués   |                                                                                              |
| Nouvelle-Zélande | 7 pénalités de Dan Carter (10e, 28e, 35e, 38e, 44e, 51e, 73), 1 essai de Tony Woodcock (59e) |
| Australie        | 3 pénalités de Stirling Mortlock (23e, 33e, 48e), 1 drop de Matt Giteau (25e)                |

La victoire de l'équipe de Nouvelle-Zélande lui permet de remporter l'édition 2007 du Tri-nations et de la Bledisloe Cup.

### Australie - Nouvelle-Zélande du 26 juillet 2008
| Équipes          | Australie - Nouvelle-Zélande |
| Score            | 34 - 19 |
| Date             | 26 juillet 2008 |
| Stade            | ANZ Stadium (Sydney) |
| Arbitre          | Craig Joubert |
| Points marqués   | |
| Australie        | 4 essais de Ryan Cross (10e), Peter Hynes (32e), Rocky Elsom (55e), James Horwill (73e). 4 transformations de Matt Giteau (11e, 33e, 56e, 74e). 1 drop de Matt Giteau (67e), 1 pénalité de Matt Giteau (5e). |
| Nouvelle-Zélande | 3 essais de Mils Muliaina (23e), Andrew Hore (39e), Andy Ellis (45e) et 2 transformations de Dan Carter (40e, 45e)                                                                                           |

La 1re mi-temps est à l'avantage des Australiens qui marquent successivement 1 pénalité par Matt Giteau, 1 essai par Ryan Cross alors que les Néo-Zélandais jouaient à 14 (carton jaune pour Brad Thorn) et 1 essai par Peter Hynes sur un coup de pied à suivre de Lote Tuqiri. Les All-blacks répondent par deux essais de  Mils Muliaina et Andrew Hore, avec une transformation de Dan Carter le score à la mi-temps est de 17 à 12 pour les Wallabies.
Les All-Blacks marquent un essai en début de 2e mi-temps par Andy Ellis à la suite d'une percée de Dan Carter et mènent 19-17. Les Wallabies répondent par un essai de Rocky Elsom à la 55e, transformé par Giteau, et mènent 24-19. L'Australie creuse l'écart par un drop de Giteau (67e) et un essai en force de James Horwill, avec la transformation de Giteau le score final est 34-19 à la faveur des Wallabies.

### Nouvelle-Zélande - Australie du 2 août 2008
| Équipes          | Nouvelle-Zélande - Australie |
| Score            | 39 - 10 (21 - 10) |
| Date             | 2 août 2008 |
| Stade            | Eden Park (Auckland) |
| Arbitre          | Mark Lawrence |
| Points marqués   | |
| Nouvelle-Zélande | 4 essais de Tony Woodcock (21e, 23e), Ma'a Nonu (42e, 80e), 2 transformations de Dan Carter (21e, 42e), 5 pénalités de Dan Carter (5e, 13e, 38e, 58e, 65e) |
| Australie        | 1 essai de Adam Ashley-Cooper (32e), 1 transformation de Matt Giteau, 1 pénalité de Matt Giteau (4e)                                                       |

Les Australiens ouvrent le score par une pénalité de Matt Giteau (4e), Les All Blacks égalisent avec une pénalité de Dan Carter (5e) puis prennent l'avantage avec une nouvelle pénalité de Carter (13e) et deux essais en force du pilier Tony Woodcock (21e, 23e), le score est alors de 18 à 3 pour les All Blacks. Les Wallabies reviennent au score grâce à un essai de Adam Ashley-Cooper, après une percée de Stirling Mortlock, la transformation est réussie par Giteau (18-10). Une nouvelle pénalité de Carter permet aux All Blacks de terminer la 1re mi-temps avec onze points d'avance (21-10).
Les All Blacks creusent le score en 2e mi-temps avec un essai de Ma'a Nonu (42e) transformé par Carter (28-10), puis deux nouvelles pénalités de Carter (58e et 65e) qui portent la marque à 34-10. Un deuxième essai de Ma'a Nonu en fin de match permet aux Néo-Zélandais de remporter le match sur le score sans appel de 39 à 10.

### Australie - Nouvelle-Zélande du 13 septembre 2008
Résultat
| Équipes          | Australie - Nouvelle-Zélande |
| Score            | 24 - 28 (10 - 7) |
| Date             | 13 septembre 2008 |
| Stade            | Suncorp Stadium (Brisbane) |
| Arbitre          | Jonathan Kaplan |
| Points marqués   | |
| Australie        | 3 essais de Adam Ashley-Cooper (40e), James Horwill (45e), Ryan Cross (77e), 3 transformations de Matt Giteau (40e, 46e, 78e), 1 pénalité de Matt Giteau (23e) |
| Nouvelle-Zélande | 4 essais de Mils Muliaina (13e), Tony Woodcock (50e), Piri Weepu (63e), Dan Carter (67e), 4 transformations de Dan Carter (14e, 51e, 64e, 68e)                 |

Résumé
Les All Blacks ouvrent la marque par un essai de Mils Muliaina à la 13e transformé par Dan Carter (7-0 pour la Nouvelle-Zélande). Les Wallabies réduisent l'écart par une pénalité de Matt Giteau (7-3) puis prennent l'avantage avant la mi-temps avec un essai de Adam Ashley-Cooper transformé par Giteau (7-10).
Les Australiens creusent le score par un essai du deuxième ligne James Horwill transformé par Giteau (7-17). Les All-Blacks répliquent en marquant trois essais par Tony Woodcock, Piri Weepu rentré en cours de match et par Dan Carter à la suite d'une action personnelle (28-17). Un essai de Ryan Cross redonne espoir aux Wallabies en fin de match (28-24), mais les All Blacks conservent leur avantage au score et remportent le match, le Tri-nations 2008 et la Bledisloe Cup.

### Nouvelle-Zélande - Australie du 18 juillet 2009
| Équipes          | Nouvelle-Zélande - Australie                                                                                             |
| Score            | 22 - 16 (10 - 13) |
| Date             | 18 juillet 2009 |
| Stade            | Eden Park (Auckland) |
| Arbitre          | Craig Joubert |
| Points marqués   | |
| Nouvelle-Zélande | 1 essai de Richie McCaw (25e) 1 transformation de Stephen Donald (26e) 5 pénalités de S.Donald (15e, 42e, 44e, 60e, 72e) |
| Australie        | 1 essai de Berrick Barnes (5e) 1 transformation de Matt Giteau (6e) 3 pénalités de M.Giteau (10e, 21e, 46e)              |

Résumé
Les Australiens ouvrent le score à la 5e par un essai de Berrick Barnes qui profite de plusieurs plaquages manqués par les All Blacks. Matt Giteau transforme puis marque une pénalité, les All Blacks sont menés par 0-10. Stephen Donald réduit l'écart par une pénalité réussie à la 15e et Matt Giteau lui répond par une autre pénalité réussie à la 21e (3-13). Le capitaine des All-Blacks, Richie McCaw, marque un essai en force dans l'axe sur passe de Conrad Smith. Stephen Donald transforme, le score est de 10 à 13 à la mi-temps.
Stephen Donald donne l'avantage aux All Blacks en réussissant deux pénalités (16-13), Matt Giteau égalise par une pénalité réussie à la 46e (16-16). Le score reste inchangé jusqu'à la 60e lorsque Stephen Donald marque une pénalité face aux poteaux (19-16), puis une autre pénalité à la 72e (22-16). Les All Blacks s'imposent sur le score de 22 à 16. La dernière défaite des All Blacks à l'Eden Park d'Auckland remonte au 6 septembre 1986.

### Australie - Nouvelle-Zélande du 22 août 2009
| Équipes          | Australie - Nouvelle-Zélande                                                                                  |
| Score            | 18 - 19 (12-3)                                                                                                |
| Date             | 22 août 2009                                                                                                  |
| Stade            | ANZ Stadium (Sydney)                                                                                          |
| Arbitre          | Jonathan Kaplan                                                                                               |
| Points marqués   | |
| Australie        | 6 pénalités de Matt Giteau (6e, 10e, 35e, 40e, 43e, 48e, 68e)                                                 |
| Nouvelle-Zélande | 1 essai de Ma'a Nonu (65e) 1 transformation de Dan Carter (66e) 4 pénalités de Dan Carter (3e, 45e, 59e, 78e) |

Résumé
Les Néo-Zélandais ouvrent le score par une pénalité de Dan Carter à la 3e, les Wallabies égalisent puis prennent l'avantage (6-3) par deux pénalités de Matt Giteau (6e et 10e). Les Australiens aggravent le score par deux autres pénalités de Giteau aux 35e et 40e. La mi-temps est sifflée sur le score de 12 à 3 pour l'Australie, avec une seule véritable occasion d'essai à la dernière minute par les Wallabies.
Chaque équipe marque une pénalité en début de 2e mi-temps, le score est de 15-6 à la 45e. Ma'a Nonu remplace Conrad Smith à la 41e. Stephen Donald entre à l'ouverture à la place de Luke McAlister sorti sur blessure (49e) alors que Dan Carter passe au centre. Les All Blacks dominent alors la partie, un essai est réfusé à Dan Carter à la suite d'un léger en avant à la 51e. Les Néo-Zélandais reviennent au score par une pénalité de Dan Carter à la 59e (15-9) puis prennent l'avantage par un essai de Ma'a Nonu à la 65e, Dan Carter transforme (15-16). Les Wallabies mènent à nouveau au score par une nouvelle pénalité de Matt Giteau à la 68e (18-16). Dan Carter manque un drop à la 75e puis réussit une pénalité décisive à la 78e à la suite d'un ballon gardé au sol par Drew Mitchell. La Nouvelle-Zélande remporte le match par 19 à 18 et par suite conserve la Bledisloe Cup.

### Nouvelle-Zélande - Australie du 19 septembre 2009
Résultat
| Équipes          | Nouvelle-Zélande - Australie |
| Score            | 33 - 6 (16 - 6) |
| Date             | 19 septembre 2009 |
| Stade            | Westpac Stadium (Wellington) |
| Arbitre          | Craig Joubert |
| Points marqués   | |
| Nouvelle-Zélande | 3 essais de Cory Jane (31e), Ma'a Nonu (75e), Joe Rokocoko (79e) 3 transformations de Carter (32e, 76e, 80e) 4 pénalités de Dan Carter (14e, 16e, 22e, 47e) |
| Australie        | 1 pénalité de Matt Giteau (8e) 1 drop de Berrick Barnes (28e)                                                                                               |

Les Australiens marquent les premiers points avec une pénalité de Matt Giteau à la 8e (0-3). Dan Carter marque trois pénalités et permet aux All Blacks de mener par 9 à 3. Berrick Barnes réussit un drop à la 28e et réduit ainsi l'écart à la marque (9-6). Alors qu'ils jouent à quatorze, à la suite de l'expulsion pour dix minutes de Isaia Toeava pour plaquage haut, les Néo-Zélandais réussissent un essai par Cory Jane qui reprend une chandelle de Dan Carter à la 31e et aplatit sans opposition. Dan Carter réussit la transformation, le score n'évolue plus jusqu'à la fin de la première mi-temps (16-6).
Dan Carter marque une pénalité à la 46e (19-6), aucun point n'est marqué ensuite jusqu'à un essai de Ma'a Nonu à la 75e qui perce seul la défense australienne. Dan Carter réussit la transformation (26-6). Les All Blacks poursuivent leur domination et marquent un troisième essai par Joe Rokocoko à la 79e, Dan Carter transforme (33-6). La Nouvelle-Zélande remporte le dernier match du Tri-nations sur le score de 33 à 6 et termine à la deuxième place au classement.

### Australie - Nouvelle-Zélande du 31 juillet 2010
31 juillet 2010 au Etihad Stadium, Melbourne
Points marqués :
- Australie : 3 essais de Mitchell (7e), Ashley-Cooper (55e), Elsom (69e); 2 transformations de Giteau (55e, 70e); 3 pénalités de Giteau (3e, 30e) et Barnes (17e)
- Nouvelle-Zélande : 7 essais de Carter (9e), Muliaina (12e, 46e), McCaw (24e), Jane (35e), Rokocoko (58e), Flynn (79e); 4 transformations de Carter (10e, 25e, 36e, 47e); 2 pénalités de Carter (6e, 33e)

Évolution du score : 3-0, 3-3, 8-3, 8-10, 8-15, 11-15, 11-22, 14-22, 14-25, 14-32, 14-39, 21-39, 21-44, 28-44, 28-49
Arbitre : Craig Joubert 
Résumé
Les Australiens sont privés de Quade Cooper suspendu pour deux matchs pour plaquage dangereux sur Morné Steyn lors du match Australie-Afrique du Sud du 24 juillet. Ils ouvrent le score à la 4e par une pénalité de Matt Giteau, les Néo-Zélandais égalisent peu après à la 7e par une pénalité de Dan Carter (3-3). Un dégagement de Carter est contré à la 8e par Drew Mitchell qui marque un essai en coin (8-3). Dan Carter contre à son tour Berrick Barnes à la 11e et marque un essai dont il réussit la transformation, donnant ainsi l'avance aux All Blacks (8-10). La Nouvelle-Zélande marque un deuxième essai à la 13e à la suite d'un coup de pied à suivre de Cory Jane (8-15). Giteau réduit la marque par une pénalité à la 19e (11-15). Le pilier Néo-Zélandais Owen Franks reçoit un carton jaune pour plaquage à l'épaule à la 22e, cela n'empêche pas les All Blacks de marquer un essai en infériorité numérique par Richie McCaw à la 25e. La transformation de Dan Carter porte le score à 11-22. Drew Mitchell est exclu pour dix minutes à la 28e, les deux équipes évoluent alors toutes deux avec quatorze joueurs. Deux pénalités sont réussies par Giteau à la 32e et Carter à la 34e (14-25). Les All Blacks marquent un quatrième essai à la 35e par Cory Jane, la transformation réussie par Dan Carter permet aux néo-Zélandais de mener à la mi-temps par 32 à 14.
Drew Mitchell est exclu définitivement à la 43e, ayant reçu un deuxième carton jaune. Les All Blacks, qui jouent à quinze contre quatorze jusqu'à la fin du match, en profitent pour marquer un cinquième essai par Mils Muliaina à la 46e, Carter transforme l'essai (14-39). Un essai est refusé après arbitrage vidéo à l'Australien David Pocock à la 52e. Ce n'est que partie remise car après une longue domination les Australiens marquent un essai par  Adam Ashley-Cooper à la 56e (21-39). Les Néo-Zélandais répliquent par un essai en coin de leur ailier Joe Rokocoko bien décalé par Ma'a Nonu (21-44). Les Wallabies marquent un deuxième essai par Rocky Elsom à la 70e, transformé par Giteau (28-44). Les Néo-Zélandais marquent un septième essai à la 79e par Corey Flynn rentré en cours de match. La rencontre se termine par une large victoire des Néo-Zélandais par 49 à 28 avec le bonus offensif. Les All Blacks restent invaincus dans la compétition avec trois victoires bonifiées en trois matchs.
- Australie
  - Titulaires : 15 Adam Ashley-Cooper, 14 James O'Connor, 13 Rob Horne, 12 Berrick Barnes, 11 Drew Mitchell, 10 Matt Giteau, 9 Will Genia, 8 Richard Brown, 7 David Pocock, 6 Rocky Elsom, 5 Nathan Sharpe, 4 Dean Mumm, 3 Salesi Ma'afu, 2 Stephen Moore, 1 Benn Robinson
  - Remplaçants : 16 Saia Faingaa, 17 James Slipper, 18 Rob Simmons, 19 Matt Hodgson, 20 Luke Burgess, 21 Anthony Faingaa, 22 Kurtley Beale
  - Entraîneur : Robbie Deans
- Nouvelle-Zélande
  - Titulaires : 15 Mils Muliaina, 14 Cory Jane, 13 Conrad Smith, 12 Ma'a Nonu, 11 Joe Rokocoko, 10 Daniel Carter, 9 Jimmy Cowan, 8 Kieran Read, 7 Richie McCaw, 6 Jerome Kaino, 5 Tom Donnelly, 4 Brad Thorn, 3 Owen Franks, 2 Keven Mealamu, 1 Tony Woodcock
  - Remplaçants : 16 Corey Flynn, 17 Ben Franks, 18 Sam Whitelock, 19 Victor Vito, 20 Piri Weepu, 21 Aaron Cruden, 22 Israel Dagg
  - Entraîneur : Graham Henry

### Nouvelle-Zélande - Australie du 7 août 2010
7 août 2010 au AMI Stadium, Christchurch
Points marqués :
- Nouvelle-Zélande : 2 essais de Muliaina (6e), Smith (13e), 2 transformations de Carter (7e et 14e), 2 pénalités de Carter (34e, 71e)
- Australie : 1 essai de Beale (9e), 1 transformation de Giteau (10e), 1 pénalité de Giteau (20e)

Évolution du score : 7-0, 7-7, 14-7, 14-10, 17-10, 20-10
Arbitre : Jonathan Kaplan 
Résumé
Les Néo-Zélandais ouvrent le score par un essai de Mils Muliaina à la 6e sur passe de Joe Rokocoko. Dan Carter réussit la transformation (7-0). Les Wallabies égalisent une minute plus tard avec un essai en contre de Kurtley Beale qui profite d'une balle perdue par Dan Carter, Matt Giteau transforme (7-7). Les All Blacks marquent un deuxième essai à la 13e par Conrad Smith en conclusion d'une percée de Dan Carter. Ce dernier réussit la transformation (14-7). Matt Giteau réduit l'écart à la marque par une pénalité réussie à la 20e, mais Carter redonne sept points d'avantage aux Néo-Zélandais à la 34e (17-10).
Le score n'évolue pas pendant trente minutes en seconde mi-temps, les défenses prenant l'avantage sur les attaquants. Dan Carter réussit une deuxième pénalité à la 71e, enlevant ainsi le point de bonus défensif aux Australiens (20-10). Le match se termine par une quatrième victoire des All Blacks dans le Tri-nations 2010, ils remportent la Bledisloe Cup.
Composition des équipes
- Nouvelle-Zélande
  - Titulaires : 15 Mils Muliaina, 14 Cory Jane, 13 Conrad Smith, 12 Ma'a Nonu, 11 Joe Rokocoko, 10 Dan Carter, 9 Piri Weepu, 8 Kieran Read, 7 Richie McCaw (cap.), 6 Jerome Kaino, 5 Tom Donnelly, 4 Brad Thorn, 3 Owen Franks, 2 Keven Mealamu, 1 Tony Woodcock.
  - Remplaçants : 16 Corey Flynn, 17 Ben Franks, 18 Sam Whitelock, 19 Victor Vito, 20 Alby Mathewson, 21 Aaron Cruden, 22 Benson Stanley
  - Entraîneur : Graham Henry
- Australie
  - Titulaires : 15 Kurtley Beale, 14 James O'Connor, 13 Adam Ashley-Cooper, 121 Anthony Faingaa, 11 Drew Mitchell, 10 Matt Giteau, 9 Will Genia, 8 Richard Brown, 7 David Pocock, 6 Rocky Elsom (cap.), 5 Nathan Sharpe, 4 Dean Mumm, 3 Salesi Ma'afu, 2 Saia Faingaa, 1 Benn Robinson.
  - Remplaçants : 16 Stephen Moore, 17 James Slipper, 18 Rob Simmons, 19 Matt Hodgson, 20 Luke Burgess, 21 Berrick Barnes, 22 Cameron Shepherd.
  - Entraîneur : Robbie Deans

### Australie - Nouvelle-Zélande du 11 septembre 2010
11 septembre 2010 au ANZ Stadium, Sydney
Spectateurs : 76 877
Points marqués :
- Australie : 2 essais de O'Connor (16e) et Cooper(44e), 4 pénalités de Giteau(7e, 33e, 40e) et Beale (61e)
- Nouvelle-Zélande : 2 essais de McCaw (67e) et Read (72e), 2 transformations de Weepu (68e, 73e), 3 pénalités de Weepu (3e, 12e, 53e)

Évolution du score : 0-3, 3-3, 3-6, 8-6, 11-6, 14-6, 19-6, 19-9, 22-9, 22-16, 22-23
Arbitre : Mark Lawrence 
Résumé
Les Néo-Zélandais ouvrent le score dès la 3e avec une pénalité réussie par Piri Weepu (0-3). Un essai est refusé à l'Australien Lachie Turner à la 6e car son pied passe en touche, mais l'arbitre revient à une faute commise par les All Blacks et Matt Giteau réussit la pénalité à la 7e (3-3). Piri Weepu redonne l'avantage aux Néo-Zélandais en réussissant une pénalité à la 12e (3-6). Cet avantage est de courte durée car James O'Connor marque un essai à la 16e sur passe de Ben McCalman (8-6). Matt Giteau augmente l'avantage au score des Wallabies en marquant deux pénalités aux 33e et 40e (14-6).
En début de deuxième mi-temps, l'Australie marque un essai par Adam Ashley-Cooper à la 44e (19-6). Piri Weepu marque une pénalité pour la Nouvelle-Zélande à la 53e, l'Australien Kurtley Beale fait de même à la 61e (22-9). La fin du match est à l'avantage des All Blacks qui marquent deux essais, le premier par Richie McCaw à la 67e sur passe de  Kieran Read en sortie de mêlée et le second par Kieran Read qui marque en force à la 72e. Les deux essais sont transformés par Piri Weepu, ce qui permet aux Néo-Zélandais de s'imposer sur le score de 23 à 22.
- Australie
  - Titulaires : 15 Kurtley Beale, 14 James O'Connor, 13 Adam Ashley-Cooper, 12 Matt Giteau, 11 Lachie Turner, 10 Quade Cooper, 9 Will Genia, 8 Ben McCalman, 7 David Pocock, 6 Rocky Elsom (cap.), 5 Nathan Sharpe, 4 Mark Chisholm, 3 Salesi Ma'afu, 2 Stephen Moore, 1 Benn Robinson.
  - Remplaçants : 16 Huia Edmonds, 17 James Slipper, 18 Dean Mumm, 19 Richard Brown, 20 Luke Burgess, 21 Berrick Barnes, 22 Anthony Faainga
  - Entraîneur : Robbie Deans
- Nouvelle-Zélande
  - Titulaires : 15 Mils Muliaina, 14 Cory Jane, 13 Conrad Smith, 12 Ma'a Nonu, 11 Israel Dagg, 10 Aaron Cruden, 9 Piri Weepu, 8 Kieran Read, 7 Richie McCaw (cap.), 6 Victor Vito, 5 Tom Donnelly, 4 Brad Thorn, 3 Owen Franks, 2 Keven Mealamu, 1 Tony Woodcock.
  - Remplaçants : 16 Corey Flynn, 17 John Afoa, 18 Anthony Boric, 19 Jerome Kaino, 20 Jimmy Cowan, 21 Colin Slade, 22 Rene Ranger
  - Entraîneur : Graham Henry

### Australie - Nouvelle-Zélande du 30 octobre 2010
Résumé
L'Australie a arraché samedi son premier succès depuis plus de deux ans contre la Nouvelle-Zélande (26-24), grâce à un essai transformé de James O'Connor à l'ultime minute de la finale de la Bledisloe Cup disputée à Hong Kong.
Les All Blacks, qui étaient déjà assurés de remporter le trophée après leurs trois victoires face aux Wallabies, n'avaient plus perdu contre eux depuis le 26 juillet 2008 (34-19). Ils restaient par ailleurs sur une série de quatorze victoires d'affilée en match international.
Les Australiens avaient pris le jeu à leur compte dans la première demi-heure avec deux essais de Cooper (8e) et Ashley-Cooper (23e) avant de voir les All Blacks retourner la situation en trois minutes avec deux essais de Jimmy Cowan (32e) et Cory Jane (35e) transformés par Dan Carter, qui faisait son retour après deux mois d'absence pour une blessure.
Une pénalité de Dan Carter et un essai de Ma'a Nonu (53e) semblaient suffire pour mettre des Neo-Zélandais devenus dominateurs sur le chemin d'une onzième victoire consécutive face à leurs rivaux.
Mais les Wallabies, en échec sur les coups de pied, sont revenus par un essai de Drew Mitchell (61e) puis ont égalisé à la dernière minute par John O'Connor après une séquence de trois minutes devant la ligne adverse. O'Connor transformait son essai pour une victoire des australiens.

### Nouvelle-Zélande-Australie du 16 octobre 2011
La Nouvelle-zélande affronte à domicile l'Australie lors de la Demi-finale de la Coupe du monde rugby 2011
(mt :14 - 6 )
Homme du match : Cory Jane 
Points marqués :
- Nouvelle-Zélande : 1 essai de Nonu (6e), 4 pénalités de Weepu (13e, 38e, 43e, 73e) et 1 drop de Cruden (22e)
- Australie : 1 pénalité de O'Connor (16e) et 1 drop de Cooper (32e)

Évolution du score : 5-0, 8-0, 8-3, 11-3, 11-6, 14-6, 17-6, 20-6
Arbitre : Craig Joubert 
Résumé : La Nouvelle-Zélande joue à domicile, elle a remporté tous ses matchs de la compétition, elle présente la meilleure attaque. L'Australie a remporté le Tri-nations 2011, les deux demi-finales contre les All Blacks en 1991 et 2003. La Nouvelle-Zélande inscrit rapidement un essai par Ma'a Nonu et six points au pied par Piri Weepu pour avoir un avantage au score de 14-6. Quade Cooper et David Pocock ne parviennent pas à inverser le cours du match, les All Blacks l'emportent pour disputer une troisième finale après 1987 et 1995.
| Nouvelle-Zélande · Titulaires · Israel Dagg 15 · Cory Jane 14 · Conrad Smith 13 · 6e 74e Ma'a Nonu 12 · Richard Kahui 11 · Aaron Cruden 10 · 56e 70e Piri Weepu 9 · Kieran Read 8 · Richie McCaw 7 · Jerome Kaino 6 · Brad Thorn 5 · 56e Sam Whitelock 4 · Owen Franks 3 · 63e Keven Mealamu 2 · Tony Woodcock 1 · Remplaçants · Andrew Hore 16 · Ben Franks 17 · 56e Ali Williams 18 · Victor Vito 19 · 56e 70e Andrew Ellis 20 · Stephen Donald 21 · 74e 76e à 86e Sonny Bill Williams 22 · Entraîneur · Graham Henry |  | Australie · Titulaires · 15 Adam Ashley-Cooper · 14 James O'Connor · 13 Anthony Faingaa 62e · 12 Pat McCabe 34e 40e 48e · 11 Digby Ioane · 10 Quade Cooper · 9 Will Genia · 8 Radike Samo 60e · 7 David Pocock · 6 Rocky Elsom · 5 James Horwill · 4 Dan Vickerman 60e 27e 34e · 3 Ben Alexander · 2 Stephen Moore 66e · 1 Sekope Kepu 21e · Remplaçants · 16 Tatafu Polota-Nau 66e · 17 James Slipper 21e · 18 Rob Simmons 25e 27e 60e · 19 Ben McCalman 60e · 20 Luke Burgess · 21 Berrick Barnes 34e 40e 48e · 22 Rob Horne 62e · Entraîneur · Robbie Deans |